# Dendrocopos leucopterus
El pico aliblanco (Dendrocopos leucopterus) es una especie de ave piciforme de la familia Picidae que habita en Asia central.

## Distribución y hábitat
Se encuentra en los bosques de Afganistán, el noroeste de China, el norte de Irán, Kazajistán, Kirguistán, Tayikistán, Turkmenistán y Uzbekistán.